# Aeropuerto Internacional de Honiara
El Aeropuerto Internacional de Honiara (IATA: HIR, OACI: AGGH), originalmente conocido como Campo Henderson, es un aeropuerto de la isla de Guadalcanal en las Islas Salomón. Es el único aeropuerto internacional en las Islas Salomón y está ubicado a ocho kilómetros de la capital Honiara.
El control del aeródromo fue el objetivo de meses de lucha en la Campaña de Guadalcanal durante la Segunda Guerra Mundial. En 1942, el aeródromo estaba siendo construido por el Ejército Imperial Japonés cuando fue capturado por las fuerzas estadounidenses, que terminaron de construirlo.
El Campo Henderson fue nombrado como tal en honor al Marine Lofton R. Henderson, oficial al mando de VMSB-241, el cual murió en acción durante la Batalla de Midway mientras lideraba el ataque de su escuadrilla contra las fuerzas japonesas. De esta manera se convirtió en el primer aviador Marine en perecer durante una batalla.[cita requerida]

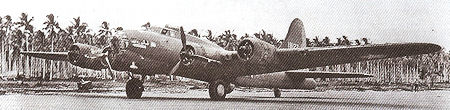
Boeing B-17E 41-9122 (Eager Beavers), 11° Grupo de Bombarderos, 72° Escuadrón de Bombarderos, carreteando con 2 motores en el Campo Henderson, Guadalcanal en 1943.

El aeródromo fue abandonado después de la guerra, pero lo reabrieron en 1969 como un aeropuerto modernizado. En su pista pueden aterrizar los Boeing 767.

## Aerolíneas y destinos

### Destinos internacionales
| Ciudades por países | Nombre del aeropuerto                | Aerolíneas       |
| Oceanía             | Oceanía                              | Oceanía          |
| ------------------- | ------------------------------------ | ---------------- |
| Australia           |                                      |                  |
| Brisbane            | Aeropuerto de Brisbane               | Solomon Airlines |
| Fiyi                |                                      |                  |
| Nadi                | Aeropuerto Internacional de Nadi     | Fiji Airways     |
| Papúa Nueva Guinea  |                                      |                  |
| Port Moresby        | Aeropuerto Internacional de Jacksons | Air Niugini      |
| Vanuatu             |                                      |                  |
| Port Vila           | Aeropuerto Internacional Bauerfield  | Solomon Airlines |

### Carga
| Aerolíneas               | Destinos         |
| ------------------------ | ---------------- |
| HeavyLift Cargo Airlines | Brisbane, Cairns |
| Pacific Air Express      | Brisbane         |